# Castello di Montalto Dora
Il castello di Montalto Dora, che si erge a 405 metri di quota sul monte Crovero e si rispecchia nel lago Pistono, nell'Anfiteatro morenico di Ivrea, risale alla metà del XII secolo.
Esso ha subito nei secoli molteplici distruzioni, riedificazioni e ristrutturazioni. Di proprietà privata, il castello è parte integrante del borgo di epoca romana su cui sorge ed ha pianta rettangolare irregolare con una doppia cinta. Un'alta torre (il mastio) domina la parte interna, in cui si trovano l'annessa cappella, gli ambienti in parte visitabili e il camminamento di guardia.

## Storia
Il castello di Montalto Dora risale alla prima metà del XII secolo (se ne fa cenno in un documento del 1140 circa che lo menziona come castrum monsalti) con una torre ed una cinta muraria che avevano funzione di rocca difensiva. La sua importanza militare derivava dalla possibilità di controllare la via d'accesso alla Valle d'Aosta nonché la sottostante via Francigena. Nel corso del XIV e XV secolo il castello venne sottoposto ad ampliamenti e rimaneggiamenti volti a irrobustire le sue capacità di difesa che hanno condotto all'imponente struttura che ha poi mantenuto nel tempo.
Molteplici furono le casate che tennero in possesso il maniero. Affidato in giurisdizione al vescovado di Ivrea che concesse in feudo l'intera valle di Montalto ai signori di Settimo Vittone nel XII secolo, in seguito il castello passò nel XIV secolo a far parte dei possedimenti dei Savoia che nel 1403 lo infeudarono alla casa dei de Jordano di Bard con consignoria dei conti Enrico che ne continuarono i lavori di edificazione.
Il castello subì nel corso della sua storia molteplici attacchi, a volte devastanti. Tra essi va ricordato quello avvenuto durante l'assedio di Ivrea del 1641 da parte delle truppe francesi del marchese d'Harcourt, in guerra contro il ducato di Savoia: in quella occasione infatti l'interno dell'edificio venne smantellato, mentre rimasero in larga parte intatte le strutture esterne.
All'inizio del XVIII secolo il castello passò in proprietà alla famiglia Vallesa che lo tenne sino al principio dell'Ottocento, quando la casata si estinse. Divenne poi patrimonio del conte Severino dei baroni di Casana che iniziò a restaurarlo ed a valorizzarlo. Fu così che verso il 1890 il castello venne sottoposto a dei lavori di restauro e recupero guidati dagli architetti Carlo Nigra e Alfredo D'Andrade, ideatori del borgo medievale di Torino, assumendo il suo aspetto attuale. Appartiene alla famiglia Ramezzana dal 1956.

## Descrizione

Piantina del Castello di Montalto Dora (Carlo Nigra)

Sezione verticale del castello (Carlo Nigra)

Posto in posizione strategica sul monte Crovero, il maniero si presenta in forma di quadrilatero irregolare (che si sviluppa lungo un perimetro di circa 175 metri), con torri angolari rotonde e con alte mura merlate lungo le quali si sviluppa il camminamento di guardia, con una lunghezza di circa 160 metri. La massiccia torre quadrata (il mastio), posta all'interno delle mura, rappresentava il caposaldo difensivo: da essa era possibile esercitare il controllo della piana lacustre di Ivrea e della strada che conduce in Valle d'Aosta.
Nel cortile del castello trovano posto una costruzione relativamente bassa, che presumibilmente costituiva il posto di guardia, e la cappella castrense con affreschi del XV secolo. Sulla facciata di quest'ultima, ad opera di Giacomino da Ivrea, è rappresentato un San Cristoforo, protettore dei pellegrini che percorrevano la via Francigena; altri affreschi, tra i quali una Santa Liberata, sono conservati all'interno della cappella.
Gli ambienti della dimora nobiliare, risistemati ed arredati in stile d'epoca, comprendono, tra l'altro, la grande sala baronale ove il signore riceveva gli ospiti di riguardo.

## Nella cultura di massa
Il castello è stato scelto, nel 2006, come location per la nuova edizione del popolare sceneggiato televisivo RAI, La freccia nera, tratto dal romanzo di Robert Louis Stevenson, con la regia di Anton Giulio Majano le cui riprese furono effettuate nel Castello Ducale di Aglié.
Il castello è stato utilizzato dal regista Dario Argento per le riprese del film Dracula 3D.

## Protezione della natura
Il castello si trova nel territorio del sito di interesse comunitario denominato Laghi di Ivrea (cod.IT1110021), istituito nell'ambito della Direttiva 92/43/CEE (Direttiva Habitat) e designato inoltre come Zona Speciale di Conservazione.

## Galleria d'immagini

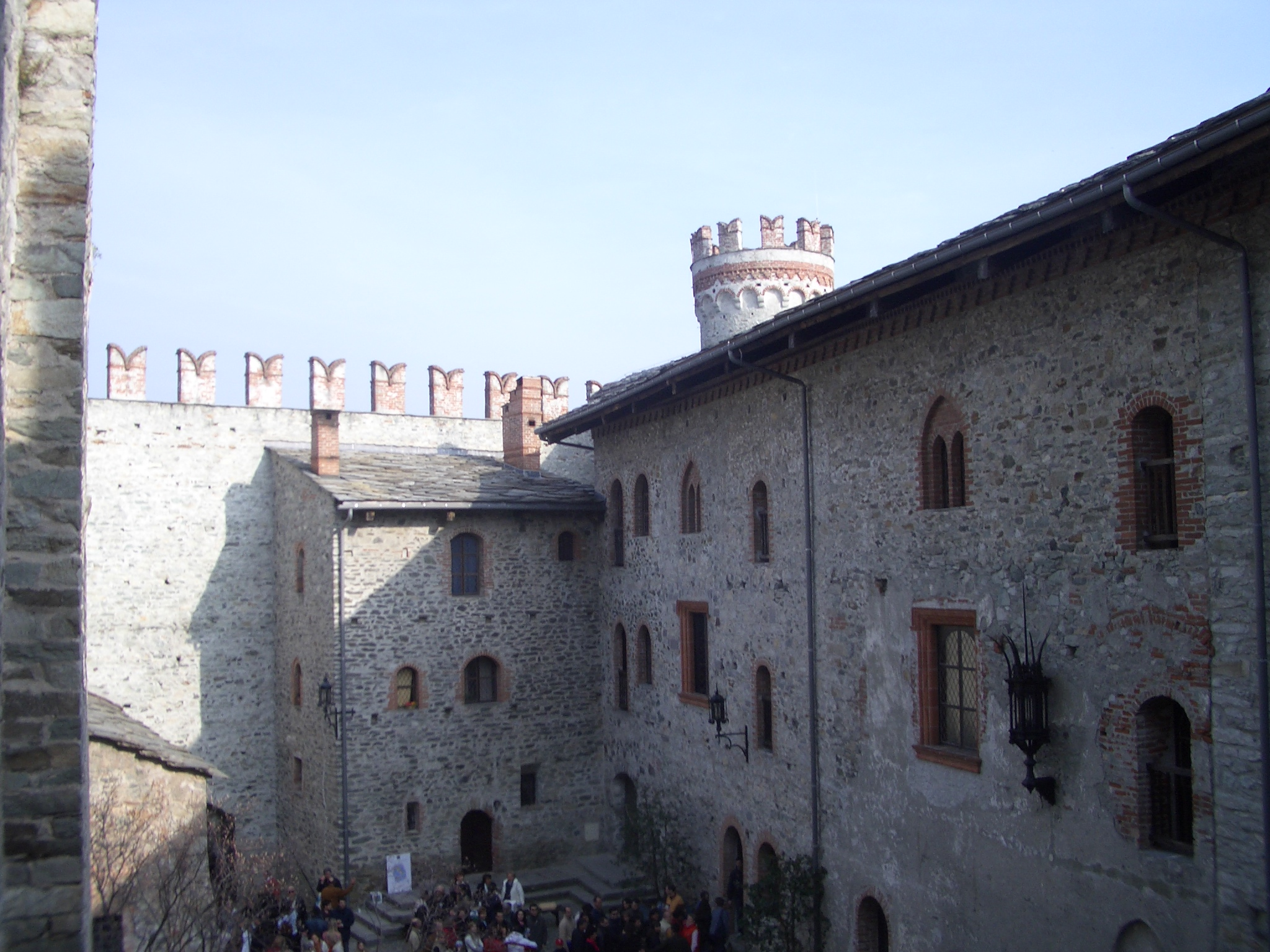
L'interno del castello
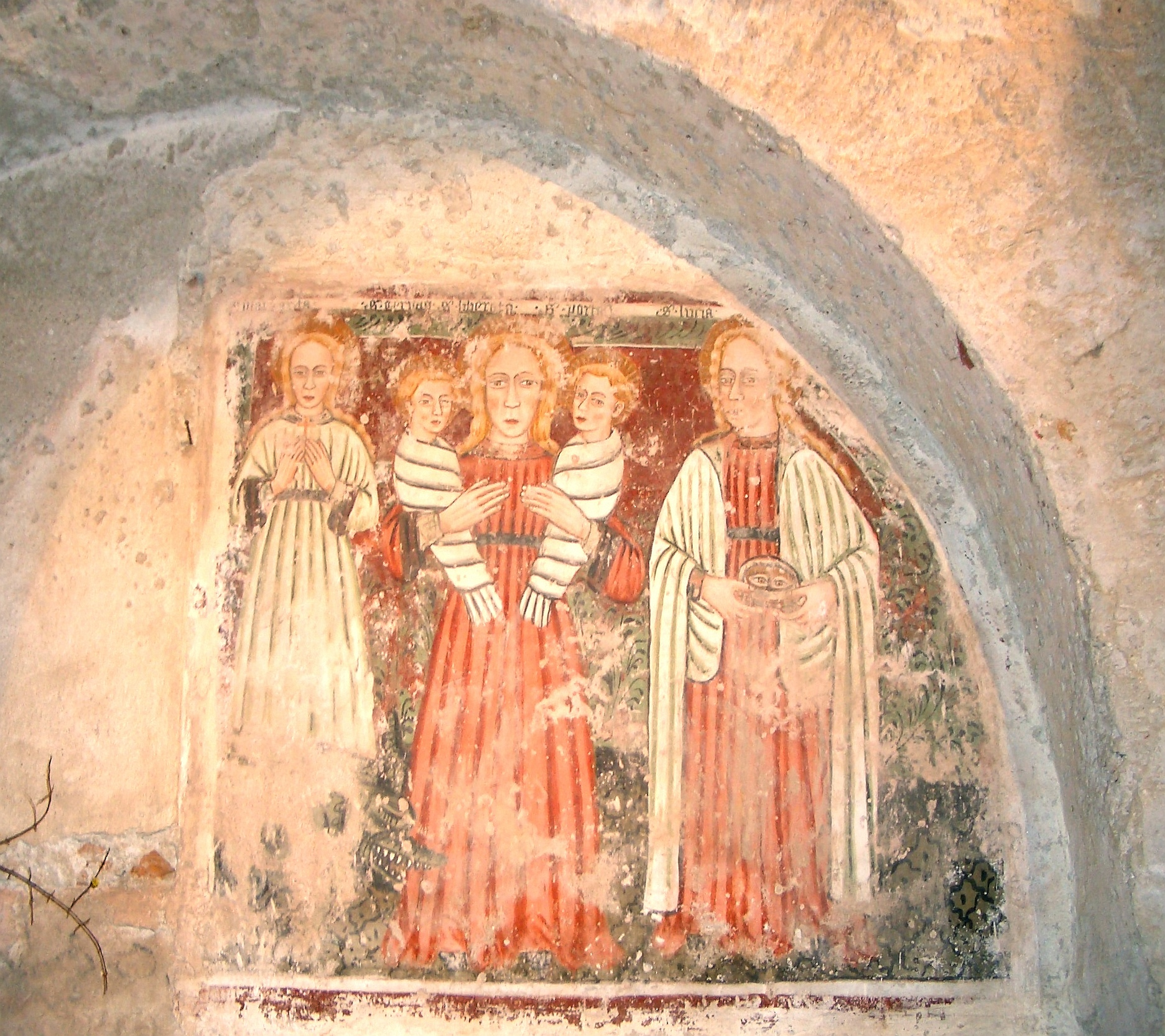
Affresco della cappella (Sante Margherita, Liberata e Lucia), secolo XV
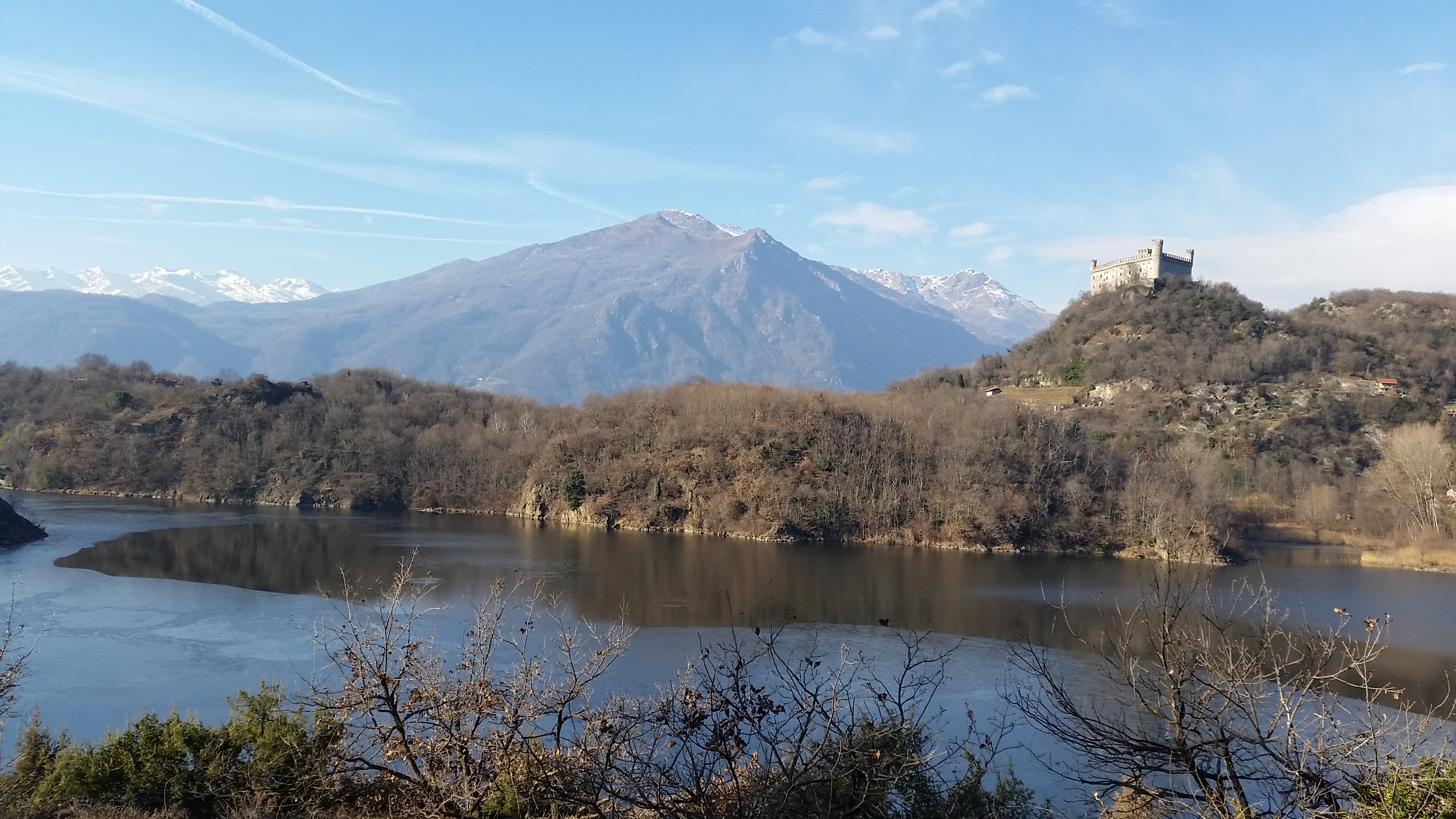
Il castello visto dal lago Pistono
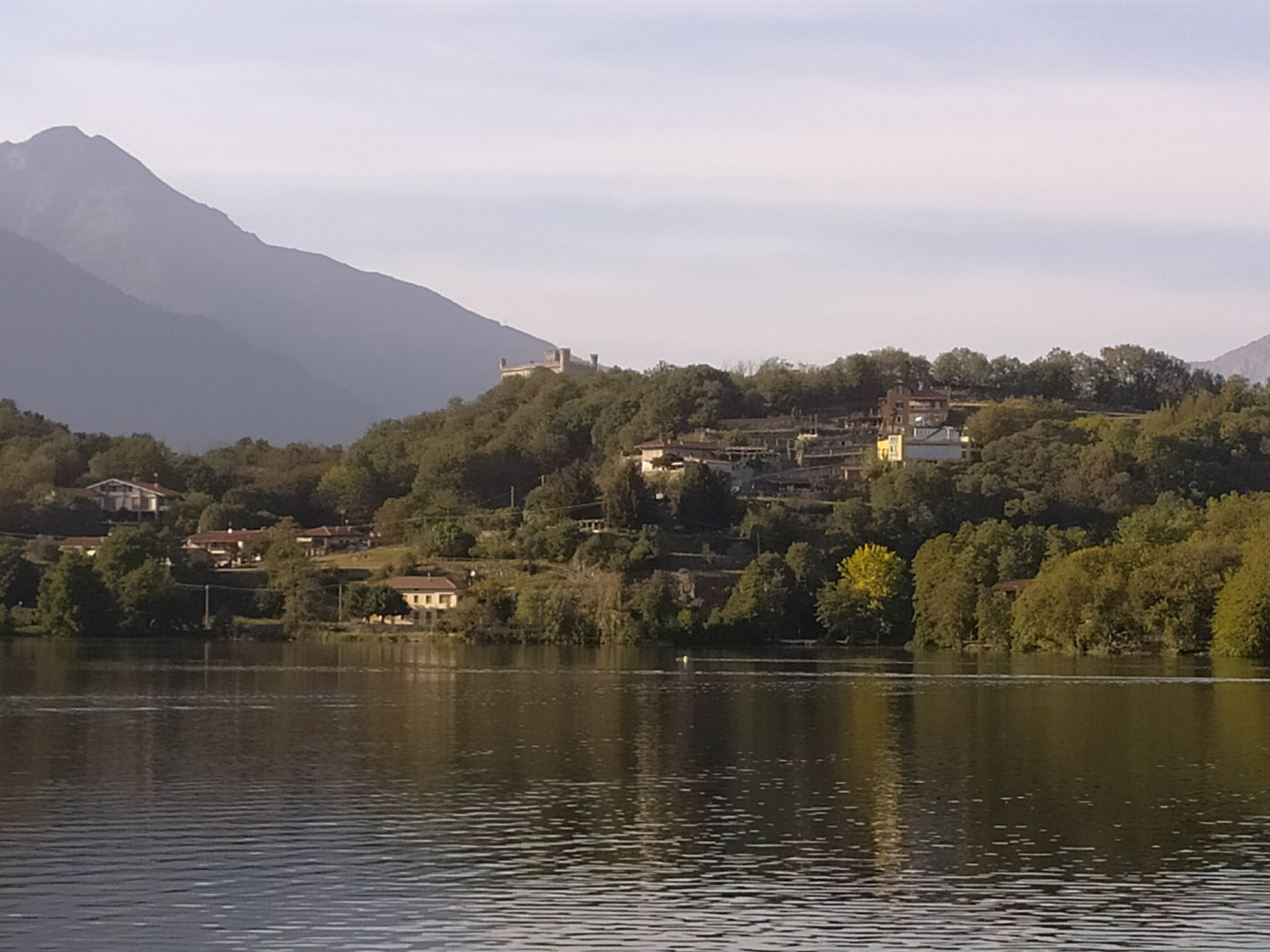
Castello di Montalto visto dal Lago Sirio